# 班渓神社
班渓神社（はんけいじんじゃ）とは、北海道芦別市にある神社である。社格は旧村社。

## 祭神
- 天照大神

## 歴史

### 芦別市の開基
この神社は、1894年（明治27年）に創建されたという。

### 公認を目指し
昭和9年（1934年）は下班渓地区の開基40周年の年で、地域ではこれを記念して下班渓神社を正式な公認神社にしようという動きが持ち上がった。
下班渓地区は芦別開基の地であり、上班渓・次郎島地区を合わせた空知川の右岸の歴史は、左岸のそれよりも古い（と、言っても1年の差であるが）。後から入植した左岸地域は役場や駅が集中して芦別町の中心地域となり、芦別神社は村社として栄えていた。下班渓神社の氏子衆は、芦別神社に対抗して、下班渓神社を空知川右岸の鎮守にしたいと考えた（『新芦別市史』p657）。公認神社となるためには様々な要件があり、数年をかけてこれを整備することになった。

### 班渓神社の「創立」
昭和11年（1936年）の秋、北海道では史上空前の規模となる陸軍特別大演習が挙行されることになり、これを昭和天皇が巡幸することとなった。10月1日には芦別村にも天皇がやってくることになっていた。氏子はこの「千載一遇の光輝ある年」に公認を得るための申請を7月に行った。
一般的に神社の公認には時間をかけて厳しい審査が行われるものであり、特に芦別村には既に蘆別神社が村社として認められていたので、ひとつの村に2つの公認神社が並立するというのは国の施策には合致しないものだった。しかし、この申請は昭和天皇巡幸の「御聖恩」によって、「異例のスピード許可」となって11月に無格社として認定された。このとき神社の名前を新たに班渓神社に改称した。神職は蘆別神社の宮司が兼任した。公式にはこれが班渓神社の「創立」となる。
さらに続けて12月12日に今度は村社への昇格申請を行い、12月24日に認められて村社に列格となった。わずか1ヶ月半の間に二度の申請と許可は稀である。氏子数や神社の財産、建物など、村社としての要件はもとから満たされており、いきなり無願社から村社へすることができないために形式的に二度の昇格手続きをとったものであった。
この結果、芦別村には2つの村社が並立することになり、一村一社とする国策に沿わない状態となったが、これは「敬神思想の勃興であり国体観念の強化を体現」しているとされて認められた。一方、蘆別神社のがわでは2村社並立を回避するために郷社昇格運動がおきた。

### その後
戦後は宗教法人となり、創設された神社本庁に加入した。昭和27年（1952年）には社殿の大修理を行った。
昭和37年（1962年）の氏子の総会で、創立80周年となる昭和48年に社殿を改築するため、昭和37年から毎年資金を積み立てることを定めた。ところが予想以上に建物の朽廃がすすみ、昭和42年（1967年）には建替えを余儀なくされた。このため当初の予定を繰り上げて新社殿の建築を行い、夏に落成をみた。

## 例祭
- 毎年9月7日